# ピュア・インスティンクト〜蠍の本能
ピュア・インスティンクト〜蠍の本能（原題:Pure Instinct）は、ドイツのロックバンドスコーピオンズが1996年に発表したアルバム。スタジオ・アルバムとしては通算13枚目。

## 収録曲
全作詞：クラウス・マイネ（特記を除く）
1. ワイルド・チャイルド - Wild Child (4:19)
  - 作曲：ルドルフ・シェンカー
2. バット・ザ・ベスト・フォー・ユー - But The Best For You (5:26)
  - 作曲：クラウス・マイネ
3. ダズ・エニワン・ノウ - Does Anyone Know (6:03)
  - 作曲：クラウス・マイネ
4. ストーン・イン・マイ・シュー - Stone In My Shoe (4:42)
  - 作曲：ルドルフ・シェンカー
5. ソウル・ビハインド・ザ・フェイス - Soul Behind The Face (4:14)
  - 作曲：ルドルフ・シェンカー
6. オー・ガール（アイ・ウォナ・ビー・ウィズ・ユー) - Oh Girl (I Wanna Be With You) (3:56)
  - 作曲：ルドルフ・シェンカー
7. ホウェン・ユー・ケイム・イントゥ・マイ・ライフ - When You Came Into My Life (5:13)
  - 作詞・作曲：クラウス・マイネ、ルドルフ・シェンカー、ティティエク・プスパ、ジェイムズ・F・スンダ
8. ホウェア・ザ・リヴァー・フロウズ - Where The River Flows (4:16)
  - 作曲：ルドルフ・シェンカー
9. タイム・ウィル・コール・ユア・ネイム - Time Will Call Your Name (3:21)
  - 作曲：ルドルフ・シェンカー
10. ユー・アンド・アイ - You And I (6:16)
  - 作曲：クラウス・マイネ
11. アー・ユー・ザ・ワン？ - Are You The One? (3:15)
  - 作曲：ルドルフ・シェンカー

日本盤ボーナス・トラック
1. シーズ・ノッキング・アット・マイ・ドア - She's Knocking At My Door (3:21)
  - 作曲：ルドルフ・シェンカー

## 参加ミュージシャン
バンド・メンバー
- クラウス・マイネ：ヴォーカル
- ルドルフ・シェンカー：リズム・ギター、バッキング・ヴォーカル
- マティアス・ヤプス：リード・ギター
- ラルフ・リーカーマン：ベース

セッション・ミュージシャン
- カート・クレス：ドラムス、パーカッション